# Línea Moskovsko-Petrográdskaya (Metro de San Petersburgo)

Trayecto de la línea 2 en San Petersburgo.

La línea 2, también conocida como la línea Moskovsko-Petrográdskaya (del ruso: Моско́вско-Петрогра́дская ли́ния), es una línea del Metro de San Petersburgo. Es la segunda línea más antigua del metro de la ciudad, inaugurada en 1961, y contó con la primera transferencia multiplataforma en la Unión Soviética. También fue la primera línea del Metro de San Petersburgo en ofrecer un tipo de plataforma única que pronto fue apodado como «elevación horizontal». La línea cruza San Petersburgo en un eje norte-sur y, por lo general, es de color azul en los mapas de metro. En el año 2006 se inauguró una expansión y se convirtió en la línea más larga de la red de metro petersburgués.

## Historia
| Tramo                                      | Inauguración            | Longitud |
| ------------------------------------------ | ----------------------- | -------- |
| Tekhnologichesky Institut a Park Pobedy    | 29 de abril de 1961     | 5.5 km   |
| Tekhnologichesky Institut a Petrogradskaya | 1 de julio de 1963      | 6.0 km   |
| Park Pobedy a Moskovskaya                  | 25 de diciembre de 1969 | 1.7 km   |
| Moskovskaya a Kupchino                     | 25 de diciembre de 1972 | 4.5 km   |
| Petrogradskaya a Udelnaya                  | 6 de noviembre de 1982  | 6.1 km   |
| Udelnaya a Prospekt Prosveshcheniya        | 19 de agosto de 1988    | 4.1 km   |
| Prospekt Prosveshcheniya a Parnas          | 22 de diciembre de 2006 | 2.2 km   |
| Total:                                     | 18 estaciones           | 30.1 km  |

## Transbordos
| # | Transbordo a                   | En                        |
| - | ------------------------------ | ------------------------- |
| 1 | Línea Kírovsko-Výborgskaya     | Tekhnologichesky Institut |
| 1 | Línea Nevsko-Vasileostrovskaya | Nevskiy Prospekt          |
| 1 | Línea Pravoberezhnaya          | Sennaya Ploshchad         |
| 1 | Línea Frunzensko-Primorskaya   | Sennaya Ploshchad         |